# 単科大学と総合大学
総合大学（そうごうだいがく）とは、人文・社会・自然・医の4領域すべての領域を持つ大学（ただし人文領域として教員養成系学部のみを置き、狭義の人文系学部の設置が無いものを除く）。
単科大学（たんかだいがく）とは、人文・社会・自然・医の4領域のうち1領域からなる大学。複数の学部を構える大学であっても1領域からのみなる、一橋大学(社会のみ)、東京農業大学(自然のみ)等の大学は単科大学である。
人文・社会・自然・医の4領域のうち2ないし3領域を満たす大学は複合大学と呼ばれる。近年は、複数の学部を設置する大学（狭義の複合、単科大学）を便宜的に総合大学と呼ぶことがある。

## 日本の単科大学・複合大学・総合大学

### 戦前
明治期の帝国大学には法科大学、医科大学、理科大学などの分科大学が置かれたが、大正期の帝国大学令改正により学部に改組改称された。
東京帝国大学や京都帝国大学は法医工文理農（経済）の全学部を揃えた総合大学であったが基本的には理科系の学部が優先された。東北帝国大学や九州帝国大学・京城帝国大学では大正年間に法文学部が、台北帝国大学では昭和初頭の創立時より文政学部が置かれたが、北海道帝国大学、大阪帝国大学と名古屋帝国大学には、第二次世界大戦終結後まで人文系学部は設置されず狭義の複合大学であった。
帝国大学以外の官立大学については、三工大・三商大・六医大が旧帝国大学の分科大学に相当し、単科大学として知られた。二文理大は文理学部一学部を設置し、文科大学（文学部）と理科大学（理学部）に相当する教育を行った。また、旧制専門学校は単科教育を行った。私立大学では1942年（昭和17年）に医学部を設置した日本大学、1944年（昭和19年）に藤原工業大学を合併する形で工学部を設置した慶應義塾大学が総合大学化した。

### 戦後
第二次世界大戦後の1947年（昭和22年）4月、北海道帝国大学に法文学部が設置され、次いで1948年（昭和23年）に大阪大学法文学部、名古屋大学文学部・法経学部が設置されたことで全ての旧帝国大学（1947年10月から「国立総合大学」に改称）が総合大学化した。
また、学制改革の一環として、1949年（昭和24年）5月31日の国立学校設置法公布により、新制国立大学が日本全国に68校設置された。この際、新潟医科大学（新潟大学）、熊本医科大学（熊本大学）、広島文理科大学（広島大学）等の旧制官立（単科）大学は諸学校（旧制高等学校、専門学校、師範学校等）との合併、学部新設などで学問領域を拡大し総合大学化した。しかし、国立大学の予算の増額・定員増・学部増はどれも認められないという戦後期の文部省の「3原則」の制約もあって、暫定的に設置された文理学部の解体、一県一医大構想が一通り完了する昭和50年代初めまでに、人文・社会・自然・医の4領域すべての領域を持つ総合大学となった新制国立大学は、大半が帝国大学や官立大学など旧制大学を母体とする大学で、旧制大学を母体とせず戦後新設された国立大学は信州大学・山口大学・愛媛大学・鹿児島大学・琉球大学の5校（新制総合5大学）に限られた。平成3年の大学設置に対する規制緩和（大学設置基準の大綱化）までに総合大学化した国立大学はこれら旧帝国大学、旧官立大学および新制総合5大学のみであり、大半の国立大学は複合、単科大学に留まった。
私立大学では1970年代に医学部定員の増加に伴い新設された医学部により東海大学、近畿大学など多数の総合大学が誕生した。
平成3年、弾力化された学部設置基準（大学設置基準の大綱化）により学部、学位名が原則自由化され「境域分野の名称を冠する学部名」や「話題性のある語を用いた学部名」が登場した。現在では文科系（文・法・経済）と理科系（理・工・農・医）という、旧制高等学校に端を発する明治時代の過渡期に設けられた大分類上、双方が専攻できることをもって便宜上総合大学と呼称することもある。また、同系統の学問分野のみで構成されている大学についても「○○系総合大学」などと総合大学の語を含む場合がある。また複数の学部を設置している大学が自らを「総合大学」と自称することがもあり定義は曖昧である。
大学が自ら「総合大学」と呼ぶ理由として、少子化での受験生減少を背景に、単科大学や新設大学との差別化を目的としていることがあげられる。看板だけの総合大学も多いが、近年では「文理融合」や「学際教育」と呼ばれる学部間の連携を強化したカリキュラムを取り入れ、総合大学としての機能性を整える大学も増えつつある。また、単科大学と総合大学とが合併する例もある。
少数の学部のみを設置する大学でも、専攻分野を多数配置していたり、総合科学部や教養学部などの学際的分野の学部を設置して、総合大学の様に広い学問分野を網羅する大学もある。放送大学は教養学部教養学科のみの単科大学であるが、専攻分野ごとに分かれたコースが存在する。

## 英語表記
「単科大学」「総合大学」はあくまで日本語での呼び方である。日本の単科大学は英語ではcollege（university以外）という名称を名乗ることが多いものの、英語では必ずしも、単科大学がcollege、総合大学がuniversityとなるわけではない点に注意を要する。
college （カレッジ）は、一定規模の教育組織を指し、大学の各学部、大学院をおく大学におかれる研究科群、大学の各キャンパス（校地）、学寮などを意味することがあり、必ずしも単科大学を指し示している語とはならない。イギリスおよびその連邦国では、中学・高校・補習校などにも使われる。また、university は、各々の部門が連携して学問が取り扱われているところを意味しており、単科大学であっても、大学院の課程が設けられていれば、部門間の連携があると考えてuniversity と呼称される例もある。具体例として、アメリカでは伝統的なリベラルアーツカレッジのように大学院を持たない場合にcollege、大学院を有する場合にuniversityと、大学院の有無で呼称が区別される場合もあるが、必ずしもそうであるとは限らず、総合大学でもダートマス大学（Dartmouth College）やボストン・カレッジ（Boston College）のようにcollegeを称することもあれば、リベラル・アーツ・カレッジでもワシントン・アンド・リー大学（Washington and Lee University）やコルゲート大学（Colgate University）のようにuniversityを称することもある。
放送大学は「The Open University of Japan」を公式の英語表記としている。

## 日本の総合大学一覧
上記に基づき、文科系と理科系学部をそれぞれ1学部以上設置する大学を以下に列記する。どちらかが教育学部のみの大学は含まない。
国立：ほぼ一都道府県に一つ存在する（茨城県のみ二つ。山梨大学、宮崎大学を除く）。
北海道大学、弘前大学、岩手大学、東北大学、秋田大学、山形大学、福島大学、茨城大学、筑波大学、宇都宮大学、群馬大学、埼玉大学、千葉大学、東京大学、横浜国立大学、新潟大学、富山大学、金沢大学、福井大学、信州大学、岐阜大学、静岡大学、名古屋大学、三重大学、滋賀大学、京都大学、大阪大学、神戸大学、奈良女子大学、和歌山大学、岡山大学、鳥取大学、島根大学、広島大学、山口大学、徳島大学、香川大学、愛媛大学、高知大学、九州大学、佐賀大学、長崎大学、熊本大学、大分大学、鹿児島大学、琉球大学
公立：岩手県立大学、東京都立大学、静岡県立大学、名古屋市立大学、京都府立大学、大阪公立大学、兵庫県立大学、岡山県立大学、下関市立大学、高知県立大学、北九州市立大学、長崎県立大学
私立：北海学園大学、石巻専修大学、東北学院大学、 東北文化学園大学、城西国際大学、青山学院大学、学習院大学、慶應義塾大学、東京理科大学、早稲田大学、立教大学、明治大学、中央大学、法政大学、成蹊大学、国士舘大学、駒澤大学、上智大学、創価大学、大東文化大学、拓殖大学、玉川大学、帝京大学、杏林大学、東海大学、東洋大学、日本大学、日本女子大学、明治学院大学、明星大学、目白大学、関東学院大学、神奈川大学、東京工芸大学、常葉大学、愛知大学、愛知学院大学、愛知淑徳大学、金城学院大学、椙山女学園大学、中京大学、中部大学、南山大学、日本福祉大学、名城大学、金沢学院大学、金沢星稜大学、北陸大学、京都先端科学大学、京都産業大学、同志社大学、同志社女子大学、佛教大学、立命館大学、龍谷大学、大阪大谷大学、関西大学、近畿大学、摂南大学、大和大学、大阪産業大学、関西学院大学、甲子園大学、甲南大学、神戸学院大学、姫路獨協大学、四国大学、徳島文理大学、松山大学、中村学園大学、福岡大学、九州産業大学
その他、各系統の学科を並列に設置し、事実上の総合大学を形成する大学を以下に列記する。
国立：お茶の水女子大学、奈良女子大学
私立：国際基督教大学、津田塾大学、東京女子大学

## 日本の単科大学一覧
国立：北海道教育大学、旭川医科大学、室蘭工業大学、小樽商科大学、帯広畜産大学、北見工業大学、宮城教育大学、政策研究大学院大学、電気通信大学、東京外国語大学、東京海洋大学、東京学芸大学、東京芸術大学、東京農工大学、一橋大学、上越教育大学、長岡技術科学大学、浜松医科大学、豊橋技術科学大学、名古屋工業大学、愛知教育大学、滋賀医科大学、京都教育大学、京都工芸繊維大学、大阪教育大学、奈良教育大学、兵庫教育大学、鳴門教育大学、九州工業大学、福岡教育大学、鹿屋体育大学
公立 : 公立はこだて未来大学、釧路公立大学、名寄市立大学、青森公立大学、青森県立保健大学、秋田公立美術大学、国際教養大学、山形県立保健医療大学、山形県立米沢栄養大学、会津大学、福島県立医科大学、茨城県立医療大学、前橋工科大学、高崎経済大学、埼玉県立大学、千葉県立保健医療大学、神奈川県立保健福祉大学、東京都立産業技術大学院大学、新潟県立看護大学、長岡造形大学、富山県立大学、石川県立大学、金沢美術工芸大学、石川県立看護大学、敦賀市立看護大学、都留文科大学、長野県看護大学、岐阜薬科大学、岐阜県立看護大学、情報科学芸術大学院大学、三重県立看護大学、京都府立医科大学、神戸市外国語大学、神戸市看護大学、奈良県立医科大学、奈良県立大学、新見公立大学、香川県立保健医療大学、愛媛県立医療技術大学、高知工科大学、九州歯科大学、福岡女子大学、大分県立看護科学大学、宮崎公立大学、宮崎県立看護大学、沖縄県立看護大学
私立：日本体育大学、日本女子体育大学、東北福祉大学、東京農業大学、東京情報大学、東京写真大学（現東京工芸大学）、東京造形大学、多摩美術大学、武蔵野美術大学、放送大学、滋慶医療科学大学、大阪行岡医療大学、九州情報大学